# SN 1997ck
SN 1997ck – supernowa odkryta 29 kwietnia 1997 roku w galaktyce A165300+3503. W momencie odkrycia miała maksymalną jasność 24,00m.